# Ailia punctata
Ailia punctata е вид лъчеперка от семейство Schilbeidae.

## Разпространение
Видът е разпространен в Бангладеш, Индия (Асам, Бихар, Делхи, Джаркханд, Западна Бенгалия, Ориса, Пенджаб, Утар Прадеш, Утаракханд и Чхатисгарх), Непал и Пакистан.

## Описание
На дължина достигат до 10 cm.